# Plan General de Contabilidad Pública (España)
El Plan General de Contabilidad Pública (PGCP) es el texto legal que regula la contabilidad de las Administraciones Públicas en España. 
Fue aprobado mediante Orden del Ministerio de Economía y Hacienda el 13 de abril de 2010. Se publicó en el Boletín Oficial del Estado el 28 de abril del mismo año y su aplicación comenzó el 1 de enero de 2011.

## Antecedentes
El primer plan contable de carácter público se aprobó en 1981 por el entonces Ministerio de Hacienda. En un primer momento, fue de aplicación solamente para la AGE, y posteriormente se fue extendiendo progresivamente al resto de entidades del sector público estatal.
El antecedente directo del PGCP es el Plan General de Contabilidad Pública de 1994. Este tomó como referencia el PGC para las empresas de 1990, con las adaptaciones propias a las características jurídicas y económicas de las Administraciones Públicas.

## Novedades
Entre las principales novedades que aparecen en el plan de 2010 respecto al de 1994 destacan las siguientes:
- Adaptación de las Normas Internacionales de Contabilidad aplicables a la Contabilidad del Sector Público (NIC-SP) elaboradas por la Federación Internacional de Contables (IFAC).
- Armonización internacional con base en la normativa de la UE y la reforma mercantil en materia contable de la Ley 16/2007, de 4 de julio.
- Adaptación al nuevo Plan General de Contabilidad para la empresa de 2010.
- Inclusión de indicadores presupuestarios, financieros y de gestión en las cuentas anuales del sector público.

## Estructura del plan
1. Marco conceptual de la contabilidad pública
2. Normas de reconocimiento y valoración
3. Cuentas anuales
4. Cuadro de cuentas
5. Definiciones y relaciones contables

## Contenido

### Principios contables
Los principios contables establecidos en el PGCP son los mismos que los recogidos en el PGC:
- Gestión continuada
- Devengo
- Uniformidad
- Prudencia
- No compensación
- Importancia relativa

Además, se incluyen dos principios de carácter presupuestario:
- Imputación presupuestaria
- Desafectación

## Enlaces relacionados
- «Orden EHA/1037/2010, de 13 de abril, por la que se aprueba el Plan General de Contabilidad Pública.». Boletín Oficial del Estado. 28 de abril de 2010. ISSN 0212-033X. BOE-A-2010-6710.

- Datos: Q130101833